# Tranquilino Luna
Tranquilino Luna (* 25. Februar 1849 in Los Lunas, Mexiko; † 20. November 1892 in Peralta, New Mexico) war ein US-amerikanischer Politiker. Zwischen 1881 und 1884 vertrat er das New-Mexico-Territorium als Delegierter im US-Repräsentantenhaus.

## Werdegang
Nach der Grundschule besuchte der im heutigen Valencia County geborene Tranquilino Luna die University of Missouri. Danach wurde er ein erfolgreicher Viehzüchter. Politisch wurde er Mitglied der Republikanischen Partei, deren Republican National Conventions er in den Jahren 1880 und 1888 als Delegierter besuchte. Auf diesen Parteitagen wurden James A. Garfield und Benjamin Harrison als die jeweiligen Präsidentschaftskandidaten der Partei nominiert.
Bei den Kongresswahlen des Jahres 1880 wurde er als Delegierter in das US-Repräsentantenhaus gewählt. Dort löste er am 4. März 1881 Mariano S. Otero ab. Im Kongress absolvierte er bis zum 3. März 1883 zunächst eine volle Legislaturperiode. Da er 1882 bestätigt worden war, begann er am 4. März 1883 eine zweite Legislaturperiode. Allerdings wurde gegen das Wahlergebnis von 1882 von Francisco Antonio Manzanares Einspruch erhoben, dem ein Jahr später stattgegeben wurde. Daher musste Luna am 5. März 1884 sein Mandat aufgeben. Zwischen 1888 und 1892 war er Sheriff im Valencia County.